# Trạm Giang
Trạm Giang (nghĩa là con sông trong xanh) là một địa cấp thị, nằm trên bán đảo Lôi Châu của tỉnh Quảng Đông.

## Hành chính
| Trạm Giang quản lý 9 đơn vị hành chính cấp huyện Xích Khảm Hà Sơn Pha Đầu Ma Chương Toại Khê Từ Văn Ngô Xuyên Liêm Giang Lôi Châu |

- Quận Xích Khảm (赤坎区)
- Quận Ma Chương (麻章区)
- Quận Pha Đầu (坡头区)
- Quận Hà Sơn (霞山区)
- Thành phố cấp huyện Lôi Châu (雷州市)
- Thành phố cấp huyện Liêm Giang (廉江市)
- Thành phố cấp huyện Ngô Xuyên (吴川市)
- Huyện Toại Khê (遂溪县)
- Huyện Từ Văn (徐闻县)

## Lịch sử
Thời kỳ nhà Tần thì Trạm Giang thuộc về Tượng Quận. Đến năm Trinh Quan thứ 8 (634) thời nhà Đường được đổi tên thành Lôi Châu, quản lý ba huyện thuộc bán đảo Lôi Châu.
Trạm Giang là một cảng cá nhỏ khi bị người Pháp chiếm đóng năm 1898. Tháng 11 năm sau, người Pháp buộc người Trung Quốc phải cho họ thuê Trạm Giang trong 99 năm như là một tô giới với tên gọi Quảng Châu Loan trực thuộc quyền quản lý của thống sứ Bắc Kỳ và phụ thuộc toàn quyền Liên bang Đông Dương. Tại đây có thiết lập trụ sở làm việc của tổng công sứ Quảng Châu Loan. Người Pháp muốn phát triển hải cảng mà họ gọi là Fort Bayard để phục vụ miền nam Trung Quốc tại những khu vực mà Pháp có đặc quyền trong xây dựng đường sắt và khai thác khoáng sản. Tuy nhiên, các cố gắng của họ đã bị cản trở bởi sự nghèo đói của vùng đất bao quanh. Người Pháp duy trì sự kiểm soát cho tới tháng 2 năm 1943, khi Nhật Bản xâm chiếm khu vực này trong Thế chiến II. Vào giai đoạn cuối của chiến tranh, khu vực này lại trở về tay của người Pháp trong một thời gian ngắn (tới ngày 20 tháng 9 năm 1945), trước khi được Trung Hoa dân quốc thu hồi và được tướng De Gaulle, khi đó là người đứng đầu nước Pháp, chính thức trao trả lại cho Trung Quốc vào năm 1946.
Cho tới khi có kiểu phiên âm bính âm, nó thường được phiên thành "Tsamkong" do cách phát âm trong tiếng Quảng Đông của tên gọi.
Ngày 4 tháng 5 năm 1984, Trạm Giang được chính quyền Trung Quốc liệt kê trong danh sách 14 thành thị duyên hải phát triển kinh tế đối ngoại.

## Địa lý

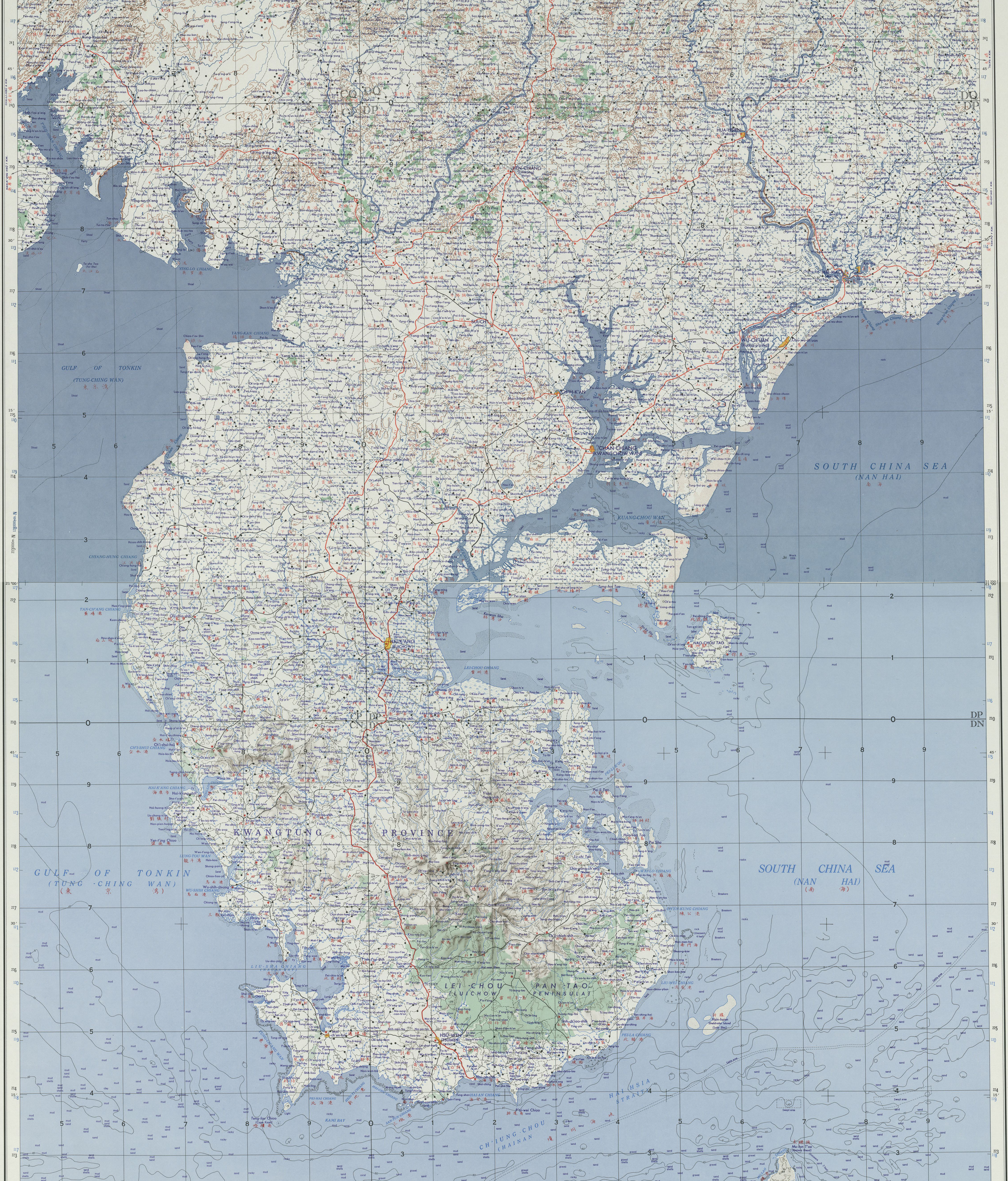
Bản đồ Trạm Giang vào năm 1954

Trạm Giang nằm trên bán đảo Lôi Châu. Phía bắc giáp Ngọc Lâm, Quảng Tây, phía đông bắc giáp Mậu Danh, phía đông trông ra biển Đông, phía nam là eo biển Quỳnh Châu và trông ra đảo Hải Nam, phía tây trông ra vịnh Bắc Bộ. Trạm Giang ở về phía tây nam của Quảng Châu và cách thành phố này khoảng 380  km khi tính theo đường chim bay. Trạm Giang có tọa độ từ 20°15′ tới 21°55′ vĩ bắc, 109°40′ tới 110°55′ kinh đông, trong khu vực có khí hậu nhiệt đới nhưng khá ôn hòa. Mặt tây nhìn ra vịnh Bắc Bộ, mặt đông nhìn ra biển Đông còn phía nam, qua eo biển Quỳnh Châu (hay eo biển Hải Nam) là tỉnh Hải Nam. Là nơi gặp nhau của ba tỉnh Quảng Tây, Quảng Đông và Hải Nam, Trạm Giang là một trong những đường thông ra biển quan trọng ở phía đông nam Trung Quốc, với đường bờ biển dài khoảng 1.556 km (40% của tỉnh Quảng Đông hay 10% của Trung Quốc).

## Ngôn ngữ
Phương ngữ trong khu vực Lôi Châu không phải là tiếng Quảng Đông mà là phương ngữ Mân Nam.

## Kinh tế
Trạm Giang là một hải cảng và trung tâm thương mại với nhiều ngành công nghiệp khác nhau, trong đó bao gồm các xưởng đóng tàu, nhà máy dệt-may hay tinh chế đường.
Cảng Trạm Giang cũng là nơi có trụ sở của hạm đội Nam Hải của hải quân Trung Quốc.

## Thành phố kết nghĩa
- Serpukhov (Nga)
- Cairns[1] (Australia)